# Парфеній (патрикій)
Парфеній (лат. Parthemius; бл. 485 — 548) — перший відомий мажордом в королівствах франків. У 534/536—548 роках був мажордомом королівства Австразія, 1-й ректор (намісник) Провансу.

## Життєпис
Походив зі знатного галло-римського роду. Був онуком римського імператора Авіта і представниці впливового роду Еннодіїв (сестри церковного діяча Еннодія Фелікса). Також по жіночій лінії був родичем Руріка, єпископа Ліможу (дідом дружини Парфенія). Можливо його батьком був магістр армії Екдіцій. Народився близько 485 року в Арлі. Освіту здобув у Римі. Потім навчався в Равенні.
507 року повернувся до рідного міста. 508 року був членом делегації від Провансу та міста Марсель до короля Теодоріха I, що перебував тоді в Равенні. На той час Прованс входив до складу Остготського королівства. Одружився зі своєю стриєчною сестрою Папіаніллою.
До 520 року ще раз був членом делегації до остготського короля. Діяв при преторіанському префекті Галлії Ліберії.
Близько 530 року через ревнощі вбив свою дружину та друга Авзанія. У 533 році не пручався вторгненню франків, які 534 року захопили Арль. Невдовзі призначається мажордомом короля Теодеберта I. До 536 року отримує посаду патрикія та ректора Провансу. 544 року призначається магістром офіцій Галлії. Можливо у 548 році Парфенія було вбито в Трірі під час повстання франків проти його здирницької податкової політики.

## Родина
Дружина — Папіанілла, донька Агріколи та онука римського імператора Авіта.
Про дітей нічого невідомо.